# Mannes Francken

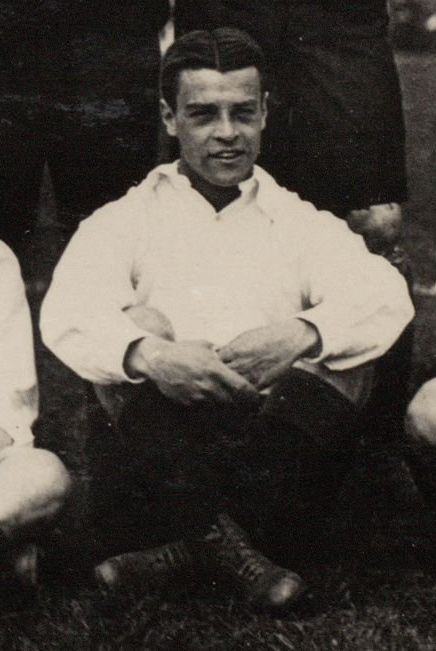
Mannes Francken
in einer Aufnahme aus dem Jahr 1912

Herman Jean Marie „Mannes“ Francken (* 20. Mai 1888 in Haarlem; † 19. November 1948) war ein niederländischer Fußballspieler. Er bestritt in den Jahren 1906 bis 1914 22 Länderspiele für die Nationalmannschaft und erzielte 17 Tore.

## Karriere

### Vereine
Der Offensivspieler Mannes Francken verbrachte seine fußballerische Karriere bei dem am 15. September 1879 gegründeten und in Haarlem ansässigen Koninklijke HFC in der Zeit von 1905 bis 1915. Hauptinitiator bei der Gründung des ersten Fußballvereins der Niederlande war der einflussreiche Sportpionier Willem „Pim“ Mulier. Francken gewann mit seinem Verein in den Jahren 1913 und 1915 den KNVB-Pokal. Am 25. Mai 1913 setzte sich der HFC mit 4:1 Toren gegen DFC Dordrecht und am 16. Mai 1915 mit 1:0 gegen HBS Den Haag durch. Bei den Meisterschaftsentscheidungen, die zuerst in regionalen Wettbewerben, woraus deren Sieger via Endrunden um den Landesmeister spielten, ausgetragen wurden, konnte Francken mit Haarlem HFC keine Erfolge erzielen.

### Nationalmannschaft
In der Nationalelf „Elftal“ war er von 1906 bis 1914 ein Leistungsträger und der erfolgreichste Torschütze. Er debütierte am 29. April 1906 bei einem 5:0-Erfolg gegen Belgien als Mittelstürmer im Nationalteam. Es war das dritte offizielle Länderspiel der Niederlande. Der Stürmer aus Haarlem trat in vier Länderspielen gegen die deutsche Fußballnationalmannschaft an. Im Jahr 1910 im April in Arnheim (4:2) und im Oktober in Kleve (2:1), sowie im Jahr 1912 im März in Zwolle (5:5) und im November in Leipzig (3:2). Bei seinem ersten Spiel gegen die DFB-Elf debütierte auf deutscher Seite Max Breunig. Beim spektakulären 5:5 in Zwolle erzielte Francken zwei Tore. Für die DFB-Elf war Julius Hirsch vom Karlsruher FV vierfacher Torschütze. In seinem vierten Länderspiel gegen die deutsche Auswahl erzielte er beim 3:2-Erfolg in Leipzig, wie Adolf Jäger auf deutscher Seite, zwei Tore. Sein 22. und letztes Länderspiel bestritt er am 15. März 1914 in Beerschot beim 4:2-Sieg gegen Belgien, wo sein jüngerer Bruder Jacques Francken am linken Flügel stürmte und den vierten Treffer erzielte.
Als die „Elftal“ bei den Olympischen Spielen 1912 die Bronzemedaille gewann, gehörte Mannes Francken im Gegensatz zu seinem Vereinsmitspieler Cees ten Cate, nicht zum Aufgebot.